# 任南ダム
任南ダム（イムナムダム、朝鮮語: 임남댐）は、朝鮮半島の北漢江にあるダムである。金剛山ダム（クムガンサンダム、朝鮮語: 금강산댐）とも呼ばれる。

## 概要
1986年に着工。北漢江は漢江の支流であるため、戦争となった際に北朝鮮がダムを決壊させ、漢江流域にある韓国の首都のソウル特別市を水で飲み込むことが想定され、すぐにこのダムが韓国政府にとって脅威であるとされた。水攻めに対する懸念は以前より減少しているものの、2002年に衛星写真でダムに亀裂が入っていることが確認され、大雨によって崩壊するのではないかという懸念が起こった。
こうした危険性への対策のために韓国は、軍事境界線から35kmのところにある華川郡に平和のダムを建設した。
ダムが建設されて以来、漢江への水の流入が12％減少した。これにより現在、ソウル首都圏では環境問題や水不足が起こっている。。
高さ121.5メートル、幅710メートル、公称貯水容量は26.2億トン。
任南ダムは北朝鮮にあるが、もとになった地名は韓国の鉄原郡に残っている。